# Palaeonyssia
Palaeonyssia là một chi bướm đêm thuộc họ Geometridae.